# Società calcistiche vincitrici delle competizioni confederali e interconfederali
La Federazione Internazionale del Calcio (FIFA) non si è mai fatta carico della creazione di ranking o sistemi di qualificazione simili per i club, né dell'organizzazione di tornei indirizzati a essi (eccezion fatta per la Coppa del mondo, torneo disputato per la prima volta nel 2000). L'ente mondiale, infatti, ha uno stretto collegamento con il calcio tra nazioni, mentre i club sono ritenuti come organizzazioni indipendenti legate alle rispettive associazioni nazionali. A tal proposito, la FIFA si è limitata, inizialmente, ad autorizzare la creazione di competizioni in ambito internazionale indirizzate ai club solo nel caso in cui fossero organizzate da almeno due delle associazioni membro, salvo assegnare alle confederazioni la responsabilità esclusiva per organizzarle dal 1961.
I mezzi di comunicazione di massa, tuttavia, hanno stabilito nel corso degli anni una lista di società calcistiche vincitrici delle competizioni confederali e interconfederali di calcio ordinati per valori quantitativi totali in modo decrescente, in base all'insieme di tornei che, secondo lo statuto della Federazione Internazionale del Calcio e i regolamenti integrati ad esso, sono definibili «competizioni ufficiali», ovvero quelle riservate a «rappresentative» (selezioni nazionali maschili o femminili che rappresentano i membri della FIFA, ma anche club che rappresentano una confederazione in competizioni interconfederali o una associazione membro in una competizione continentale), nonché le manifestazioni per squadre di club «organizzate sotto gli auspici della FIFA, delle confederazioni e delle associazioni (che hanno giurisdizione nazionale)», escluse le amichevoli e i match di prova; vale a dire le coppe confederali e interconfederali (gestite dalle confederazioni o dalla stessa FIFA), i campionati e le coppe nazionali (gestite dalle associazioni membro). Eventualmente, potrebbero fregiarsi dello status di competizioni ufficiali anche le manifestazioni riconosciute dal Consiglio della FIFA o di una confederazione. È da notare che nel 2017 la FIFA ha equiparato i titoli della Coppa Intercontinentale (1960-2004) e della Coppa del mondo per club, riconoscendo a posteriori anche i vincitori dell'Intercontinentale come detentori del titolo ufficiale di "Campione del mondo FIFA", inizialmente attribuito soltanto ai vincitori della Coppa del mondo per club, e dal 2024 anche ai vincitori della Coppa Intercontinentale FIFA.
Tutti i dati riportati in questa voce sono aggiornati al 13 agosto 2025.

## Competizioni internazionali ufficiali per club
Qui di seguito viene riportata la lista di tutte le competizioni maschili riservate a società di calcio riconosciute (direttamente o indirettamente) dalla FIFA, elencate a seconda della federazione o delle confederazioni internazionali che le organizzano o le hanno organizzate, nonché in maniera cronologica:

### FIFA
Qui di seguito viene riportata la lista delle competizioni riservate a società di calcio riconosciute e/o organizzate direttamente dalla FIFA:

#### Competizioni vigenti
- Campionato del mondo per club/Coppa del mondo per club FIFA (2000, 2005-presente)
- Coppa Intercontinentale FIFA (2024-presente)
  - Challenger Cup (2024-presente)
  - Derby delle Americhe (2024-presente)
  - Coppa Africa-Asia-Pacifico (2024-presente)

### UEFA
Qui di seguito viene riportata la lista delle competizioni riservate a società di calcio riconosciute e/o organizzate dall'UEFA:

#### Competizioni vigenti
- Coppa dei Campioni d'Europa/UEFA Champions League (1955-presente)
- Coppa UEFA/UEFA Europa League[23] (1971-presente)
- Supercoppa UEFA[24] (1973-presente)
- UEFA Conference League (2021-presente)

#### Competizioni soppresse
- Coppa delle Coppe UEFA (1960-1999)
- Coppa Intercontinentale (1960-2004) (organizzata congiuntamente con la CONMEBOL)
- Coppa Intertoto UEFA (1995-2008)

### CONMEBOL
Qui di seguito viene riportata la lista delle competizioni riservate a società di calcio riconosciute e/o organizzate dalla CONMEBOL:

#### Competizioni vigenti
- Copa de Campeones de América/Copa Libertadores de América[28] (1960-presente)
- Recopa Sudamericana (1989-1998, 2003-presente)
- Copa Sudamericana (2002-presente)

#### Competizioni soppresse
- Coppa Intercontinentale (1960-2004) (organizzata congiuntamente con la UEFA)
- Supercoppa dei Campioni Intercontinentali[29] (1968-1969)
- Coppa Interamericana (1968-1998) (organizzata congiuntamente con la CONCACAF)
- Copa Ganadores de Copa[30] (1970)
- Supercopa João Havelange (1988-1997)
- Copa Master de Supercopa[31] (1992, 1994)
- Coppa CONMEBOL (1992-1999)
- Copa de Oro Nicolás Leoz[31] (1993, 1995-1996)
- Coppa Iberoamericana[25][26] (1994)
- Coppa Master di Coppa CONMEBOL[32] (1996)
- Coppa Mercosur[31] (1998-2001)
- Coppa Merconorte[31] (1998-2001)
- Coppa Suruga Bank/J. League Cup/CONMEBOL Sudamericana Championship Final (2008-2019)

### CAF
Qui di seguito viene riportata la lista delle competizioni riservate a società di calcio riconosciute e/o organizzate dalla CAF:

#### Competizioni vigenti
- Coppa dei Campioni d'Africa/CAF Champions League (1964-presente)
- Supercoppa CAF (1993-presente)
- Coppa della Confederazione CAF (2004-presente)
- African Football League (2023-presente)

#### Competizioni soppresse
- Coppa delle Coppe d'Africa (1975-2003)
- Coppa dei Campioni afro-asiatica[34] (1986-1989, 1992-1998) (organizzata congiuntamente con la AFC)
- Coppa CAF (1992-2003)

### CONCACAF
Qui di seguito viene riportata la lista delle competizioni riservate a società di calcio riconosciute e/o organizzate dalla CONCACAF:

#### Competizioni vigenti
- CONCACAF Champions' Cup/CONCACAF Champions League/CONCACAF Champions Cup[35][36] (1962-1963, 1967-presente)
- CONCACAF Central American Cup (2023-)
- CONCACAF Caribbean Cup (2023-)
- CFU Club Shield (2018-)

#### Competizioni soppresse
- Coppa Interamericana (1968-1998) (organizzata congiuntamente con la CONMEBOL)
- Coppa delle Coppe CONCACAF (1991, 1993-1998)
- CONCACAF Giants Cup (2001)
- CONCACAF League (2017-2022)

### AFC
Qui di seguito viene riportata la lista delle competizioni riservate a società di calcio riconosciute e/o organizzate dall'AFC:

#### Competizioni vigenti
- Asian Champion Club Tournament/Campionato d'Asia per club/AFC Champions League/AFC Champions League Elite[38] (1967, 1969-1971, 1985-presente)
- AFC Cup/AFC Champions League Two (2004-presente)
- AFC President's Cup/AFC Challenge League (2005-2014, 2024-presente)

#### Competizioni soppresse
- Coppa dei Campioni afro-asiatica[34] (1986-1989, 1992-1998) (organizzata congiuntamente con la CAF)
- Coppa delle Coppe dell'AFC (1990-2002)
- Supercoppa dell'AFC (1995-2002)

### OFC
Qui di seguito viene riportata la lista delle competizioni riservate a società di calcio riconosciute e/o organizzate dall'OFC:

#### Competizioni vigenti
- Oceania Club Championship/OFC Champions League[39] (1987, 1999, 2001, 2005-presente)

#### Competizioni soppresse
- Oceania Cup Winners' Cup[40][41] (1987)
- Coppa del Presidente dell'OFC (2014)

## Statistiche
Gli ordinamenti delle seguenti classifiche avvengono secondo il numero totale di trofei vinti, nonché in ordine cronologico in caso di numero equivalente di vittorie.

### Classifica generale per club
Qui di seguito vengono riportate le prime venti posizioni della classifica totale dei club che hanno vinto competizioni internazionali, scomparse o tuttora disputate, a livello confederale e/o FIFA:
| Posizione | Squadra         | Titoli | Interconfederali FIFA                                          | Interconfederali non FIFA                        | Confederali |
| --------- | --------------- | ------ | -------------------------------------------------------------- | ------------------------------------------------ | --- |
| 1º        | Real Madrid     | 33     | 5 Coppe del mondo per club FIFA 1 Coppa Intercontinentale FIFA | 3 Coppe Intercontinentali                        | 15 Coppe dei Campioni d'Europa/Champions League 2 Coppe UEFA 6 Supercoppe UEFA 1 Coppa Iberoamericana                                             |
| 2º        | Al-Ahly         | 27     | 1 Coppa Africa-Asia-Pacifico                                   | 1 Coppa dei Campioni afro-asiatica               | 12 Coppe dei Campioni d'Africa/Champions League 4 Coppe delle Coppe d'Africa 1 Coppa della Confederazione CAF 8 Supercoppe CAF                    |
| 3º        | Milan           | 18     | 1 Coppa del mondo per club FIFA                                | 3 Coppe Intercontinentali                        | 7 Coppe dei Campioni d'Europa/Champions League 2 Coppe delle Coppe 5 Supercoppe UEFA                                                              |
| 3º        | Boca Juniors    | 18     | -                                                              | 3 Coppe Intercontinentali                        | 6 Coppe Libertadores 2 Coppe Sudamericane 1 Supercoppa Sudamericana 4 Recopa Sudamericana 1 Coppa d'oro “Nicolás Leoz” 1 Copa Master de Supercopa |
| 3º        | Independiente   | 18     | -                                                              | 2 Coppe Intercontinentali 3 Coppe Interamericane | 7 Coppe dei Campioni del Sudamerica/Coppe Libertadores 2 Supercoppe Sudamericane 1 Recopa Sudamericana 2 Coppe Sudamericane 1 Coppa Suruga Bank   |
| 6º        | Barcellona      | 17     | 3 Coppe del mondo per club FIFA                                | -                                                | 5 Coppe dei Campioni d'Europa/Champions League 4 Coppe delle Coppe 5 Supercoppe UEFA                                                              |
| 7º        | Zamalek         | 15     | -                                                              | 2 Coppe dei Campioni afro-asiatiche              | 5 Coppe dei Campioni d'Africa/Champions League 2 Coppa della Confederazione CAF 1 Coppa delle Coppe d'Africa 5 Supercoppe CAF                     |
| 8º        | Liverpool       | 14     | 1 Coppa del mondo per club FIFA                                | -                                                | 6 Coppe dei Campioni d'Europa/Champions League 3 Coppe UEFA 4 Supercoppe UEFA                                                                     |
| 8º        | Bayern Monaco   | 14     | 2 Coppe del mondo per club FIFA                                | 2 Coppe Intercontinentali                        | 6 Coppe dei Campioni d'Europa/Champions League 1 Coppa delle Coppe 1 Coppa UEFA 2 Supercoppa UEFA                                                 |
| 8º        | Auckland City   | 14     | -                                                              | -                                                | 13 Campionati d'Oceania per Club/Champions League 1 Coppa del Presidente dell'OFC                                                                 |
| 11º       | San Paolo       | 12     | 1 Coppa del mondo per club FIFA                                | 2 Coppe Intercontinentali                        | 3 Coppe Libertadores 1 Coppa Sudamericana 1 Coppa CONMEBOL 1 Supercoppa Sudamericana 2 Recopa Sudamericana 1 Coppa Master di Coppa CONMEBOL       |
| 11º       | River Plate     | 12     | -                                                              | 1 Coppa Intercontinentale 1 Coppa Interamericana | 4 Coppe Libertadores 1 Coppa Sudamericana 1 Supercoppa Sudamericana 3 Recopa Sudamericana 1 Coppa Suruga Bank                                     |
| 13º       | Chelsea         | 11     | 2 Coppe del mondo per club FIFA                                | -                                                | 2 Champions League 2 Coppe delle Coppe 2 Europa League 1 Conference League 2 Supercoppe UEFA                                                      |
| 13º       | Juventus        | 11     | -                                                              | 2 Coppe Intercontinentali                        | 2 Coppe dei Campioni d'Europa/Champions League 1 Coppa delle Coppe 3 Coppe UEFA 1 Coppa Intertoto 2 Supercoppe UEFA                               |
| 13º       | TP Mazembe      | 11     | -                                                              | -                                                | 5 Coppe dei Campioni d'Africa/Champions League 2 Coppe della Confederazione CAF 1 Coppa delle Coppe d'Africa 3 Supercoppe CAF                     |
| 16º       | Ajax            | 10     | -                                                              | 2 Coppe Intercontinentali                        | 4 Coppe dei Campioni d'Europa/Champions League 1 Coppa delle Coppe 1 Coppa UEFA 2 Supercoppe UEFA                                                 |
| 16º       | América         | 10     | -                                                              | 2 Coppe Interamericane                           | 7 Coppe dei Campioni CONCACAF/Champions League 1 CONCACAF Giants Cup                                                                              |
| 18º       | Peñarol         | 9      | -                                                              | 3 Coppe Intercontinentali                        | 5 Coppe dei Campioni del Sudamerica/Coppe Libertadores 1 Supercoppa dei Campioni Intercontinentali                                                |
| 18º       | Nacional        | 9      | -                                                              | 3 Coppe Intercontinentali 2 Coppe Interamericane | 3 Coppe Libertadores 1 Recopa Sudamericana |
| 18º       | Inter           | 9      | 1 Coppa del mondo per club FIFA                                | 2 Coppe Intercontinentali                        | 3 Coppe dei Campioni d'Europa/Champions League 3 Coppe UEFA                                                                                       |
| 18º       | Étoile du Sahel | 9      | -                                                              | -                                                | 1 CAF Champions League 2 Coppe delle Coppe d'Africa 2 Coppe CAF 2 Coppe della Confederazione CAF 2 Supercoppe CAF                                 |
| 18°       | Raja Casablanca | 9      | -                                                              | 1 Coppa dei Campioni afro-asiatica               | 3 Coppe dei Campioni d'Africa/Champions League 1 Coppe CAF 2 Coppe della Confederazione CAF 2 Supercoppe CAF                                      |
| 18º       | Pachuca         | 9      | 1 Challenger Cup 1 Derby delle Americhe                        | -                                                | 6 Coppe dei Campioni CONCACAF/Champions League/CONCACAF Champions Cup 1 Coppa Sudamericana                                                        |

### Classifiche per club secondo la confederazione
Qui di seguito vengono riportate le classifiche per confederazione calcistica di appartenenza dei club che hanno vinto il maggior numero di competizioni internazionali, scomparse o tuttora disputate, a livello confederale e/o FIFA:

#### UEFA
- 33:   Real Madrid[45]
- 18:   Milan
- 17:   Barcellona[46]
- 14:   Liverpool
- 14:   Bayern Monaco
- 11:   Juventus[47]
- 11:   Chelsea
- 10:   Ajax[48]
- 9:   Inter
- 8:   Siviglia
- 8:   Manchester Utd
- 8:   Atlético Madrid
- 7:   Porto
- 5:   Anderlecht
- 5:   Valencia
- 4:   Parma
- 4:   Feyenoord
- 4:   Amburgo
- 4:   Manchester City
- 4:   Tottenham
- 4:   Paris Saint-Germain
- 3:   Nottingham Forest
- 3:   Dinamo Kiev
- 3:   Borussia Dortmund
- 3:   Aston Villa
- 3:   Schalke 04
- 3:   Villarreal
- 3:   West Ham Utd
- 2:   Benfica
- 2:   Maccabi Tel Aviv[49]
- 2:   Borussia M'gladbach
- 2:   Aberdeen
- 2:   Steaua Bucarest
- 2:   IFK Göteborg
- 2:   PSV
- 2:   Malines
- 2:   Stella Rossa
- 2:   Werder Brema
- 2:   Lazio
- 2:   Galatasaray
- 2:   Stoccarda
- 2:   Olympique Marsiglia
- 2:   Zenit San Pietroburgo
- 2:   Eintracht Francoforte
- 1:   Fiorentina
- 1:   Sporting Lisbona
- 1:   Celtic
- 1:   Hapoel Tel Aviv[50]
- 1:   Slovan Bratislava
- 1:   Rangers
- 1:   Magdeburgo
- 1:   Dinamo Tbilisi
- 1:   Ipswich Town
- 1:   Everton
- 1:   Bayer Leverkusen
- 1:   Napoli
- 1:   Sampdoria
- 1:   Arsenal
- 1:   Real Saragozza
- 1:   Strasburgo
- 1:   Bordeaux
- 1:   Silkeborg
- 1:   Karlsruhe
- 1:   Guingamp
- 1:   Auxerre
- 1:   Bastia
- 1:   Olympique Lione
- 1:   Bologna
- 1:   Montpellier
- 1:   Celta Vigo
- 1:   Udinese
- 1:   Troyes
- 1:   Fulham
- 1:   Malaga
- 1:   Perugia
- 1:   Lilla
- 1:   CSKA Mosca
- 1:   Lens
- 1:   Newcastle Utd
- 1:   Braga
- 1:   Šachtar
- 1:   Roma
- 1:   Atalanta
- 1:   Olympiacos

#### CONMEBOL
- 18:   Boca Juniors[31][51][52]
- 18:   Independiente
- 12:   San Paolo[32][53]
- 12:   River Plate
- 9:   Peñarol[29][54]
- 9:   Nacional
- 8:   Olimpia
- 8:   Santos[29][55]
- 7:   Cruzeiro[27][31]
- 7:   Internacional
- 7:   Flamengo
- 7:   Atlético Nacional
- 6:   Estudiantes (LP)
- 6:   Grêmio
- 5:   LDU Quito
- 5:   Vélez Sarsfield
- 5:   Palmeiras
- 5:   Racing Club
- 4:   Corinthians
- 4:   Atlético Mineiro
- 3:   Colo-Colo
- 3:   San Lorenzo
- 3:   Athl. Paranaense
- 3:   Independiente del Valle
- 2:   Argentinos Juniors
- 2:   Vasco da Gama
- 2:   Cienciano
- 2:   Arsenal Sarandí
- 2:   Lanús
- 2:   Santa Fe
- 2:   Defensa y Justicia
- 2:   Fluminense
- 2:   Botafogo
- 1:   Mariscal Santa Cruz
- 1:   Universidad Católica
- 1:   Rosario Central
- 1:   Talleres (C)
- 1:   América de Cali
- 1:   Millonarios
- 1:   Once Caldas
- 1:   Universidad de Chile
- 1:   Chapecoense[56]

#### CAF
- 27:   Al-Ahly[42]
- 15:   Zamalek
- 11:   TP Mazembe
- 9:   Étoile du Sahel
- 9:   Raja Casablanca
- 8:   Espérance
- 6:   JS Kabylie
- 6:   Wydad Casablanca
- 4:   Canon Yaoundé
- 4:   Enyimba
- 4:   Sfaxien
- 4:   ES Sétif
- 4:   RS Berkane
- 3:   Hafia
- 3:   Al-Mokawloon
- 3:   Africa Sports
- 3:   Hearts of Oak
- 3:   M. Sundowns
- 2:   Union Douala
- 2:   Asante Kotoko
- 2:   Shooting Stars
- 2:   Club Africain
- 2:   Orlando Pirates
- 2:   ASEC Mimosas
- 2:   FAR Rabat
- 2:   Maghreb Fès
- 2:   USM Alger
- 1:   Oryx Douala
- 1:   Stade d'Abidjan
- 1:   Ismaily
- 1:   Vita Club
- 1:   CARA Brazzaville
- 1:   Tonnerre Yaoundé
- 1:   MC Alger
- 1:   Enugu Rangers
- 1:   Horoya
- 1:   Gor Mahia
- 1:   Bizertin
- 1:   Al-Merrikh
- 1:   BCC Lions
- 1:   Power Dynamos
- 1:   Stella Adjamé
- 1:   Bendel Insurance
- 1:   Motema Pembe
- 1:   Kawkab Marrakech
- 1:   Kaizer Chiefs
- 1:   Stade Malien
- 1:   FUS Rabat
- 1:   Léopards
- 1:   Pyramids

#### CONCACAF
- 10:   América
- 9:   Pachuca[57]
- 7:   Cruz Azul
- 6:   Monterrey
- 4:   Pumas UNAM
- 4:   Saprissa
- 4:   Olimpia
- 3:   Alajuelense
- 3:   Necaxa
- 2:   Transvaal
- 2:   Defence Force
- 2:   D.C. United
- 2:   Toluca
- 2:   Atlante
- 2:   Guadalajara
- 2:   Comunicaciones
- 1:   RC Haïtien
- 1:   Alianza
- 1:   CSD Municipal
- 1:   Águila
- 1:   Leones Negros UdeG
- 1:   FAS
- 1:   Violette
- 1:   Puebla
- 1:   Atlético Marte
- 1:   Cartaginés
- 1:   Tecos de la UAG
- 1:   LA Galaxy
- 1:   Herediano
- 1:   Tigres UANL
- 1:   Seattle Sounders
- 1:   León

#### AFC
- 8:   Al-Hilal
- 4:   Suwon Bluewings
- 4:   Seongnam
- 4:   Urawa Reds
- 3:   Thai Farmers Bank
- 3:   Al-Ittihad
- 3:   Regar-TadAZ
- 3:   Pohang Steelers
- 3:   Júbilo Iwata
- 3:   Kuwait SC
- 3:   Al-Quwa Al-Jawiya
- 3:   Kashima Antlers
- 2:   Busan IPark
- 2:   Esteghlal
- 2:   Yokohama F·Marinos[58]
- 2:   Yokohama Flügels
- 2:   Al-Nassr
- 2:   Al-Faisaly
- 2:   Dordoj Biškek
- 2:   Al-Sadd
- 2:   Guangzhou E.
- 2:   Jeonbuk Hyundai
- 2:   Ulsan HD
- 2:   Al-Muharraq
- 2:   Al-Ain
- 1:   JEF United
- 1:   Sydney City[59]
- 1:   Adelaide City[60]
- 1:   Tokyo Verdy
- 1:   Liaoning
- 1:   Persepolis
- 1:   PAS Teheran
- 1:   Al-Qadisiya
- 1:   Shonan Bellmare
- 1:   South Melbourne[61]
- 1:   Shimizu S-Pulse
- 1:   Wollongong Wolves[62]
- 1:   Al-Shabab
- 1:   Al Jaish
- 1:   Sydney FC[63]
- 1:   Shabab Al-Ordon
- 1:   Gamba Osaka
- 1:   FC Tokyo
- 1:   Yadanarbon
- 1:   Al-Ittihad Aleppo
- 1:   Taiwan Power Co.
- 1:   Nasaf Qarshi
- 1:   Istiklol
- 1:   Balkan
- 1:   Kashiwa Reysol
- 1:   HTTU Aşgabat
- 1:   Al-Qadisiya
- 1:   Western Sydney
- 1:   Johor Darul Ta'zim
- 1:   Ahed
- 1:   Al-Seeb
- 1:   C.C. Mariners
- 1:   Al-Ahli
- 1:   Arkadag
- 1:   Sharjah

#### OFC
- 14:   Auckland City
- 2:   Waitakere Utd
- 1:   Hekari United
- 1:   Team Wellington
- 1:   Hienghène Sport

### Classifica generale per associazione nazionale
Qui di seguito vengono riportate le prime dieci posizioni della classifica totale delle federazioni nazionali che hanno vinto il maggior numero di competizioni internazionali, scomparse o tuttora disputate, a livello confederale e/o FIFA:
- 77:  Spagna
- 77:  Argentina
- 70:  Brasile
- 55:  Inghilterra
- 52:  Italia
- 50:  Messico
- 47:  Egitto
- 35:  Germania
- 25:  Marocco
- 24:  Tunisia

### Classifiche per associazione nazionale secondo la confederazione
Qui di seguito vengono riportate le classifiche per confederazione calcistica di appartenenza delle associazioni nazionali che hanno vinto il maggior numero di competizioni internazionali, scomparse o tuttora disputate, a livello confederale e/o FIFA:

#### UEFA
- 77:  Spagna
- 55:  Inghilterra
- 52:  Italia
- 35:  Germania
- 16:  Paesi Bassi
- 16:  Francia
- 11:  Portogallo
- 7:  Belgio
- 4:  Scozia
- 4:  Ucraina
- 3:  Israele
- 3:  Russia
- 2:  Romania
- 2:  Svezia
- 2:  Serbia
- 2:  Turchia
- 1:  Slovacchia
- 1:  Georgia
- 1:  Danimarca
- 1:  Grecia

#### CONMEBOL
- 77:  Argentina
- 70:  Brasile
- 18:  Uruguay
- 12:  Colombia
- 8:  Ecuador
- 8:  Paraguay
- 5:  Cile
- 2:  Perù
- 1:  Bolivia

#### CAF
- 47:  Egitto
- 25:  Marocco
- 24:  Tunisia
- 13:  RD del Congo
- 13:  Algeria
- 9:  Nigeria
- 8:  Camerun
- 7:  Costa d'Avorio
- 6:  Sudafrica
- 5:  Ghana
- 4:  Guinea
- 2:  Rep. del Congo
- 1:  Kenya
- 1:  Sudan
- 1:  Zambia
- 1:  Mali

#### CONCACAF
- 50:  Messico
- 9:  Costa Rica
- 4:  El Salvador
- 4:  Stati Uniti
- 4:  Honduras
- 3:  Guatemala
- 2:  Suriname
- 2:  Haiti
- 2:  Trinidad e Tobago

#### AFC
- 21:  Giappone
- 17:  Corea del Sud
- 16:  Arabia Saudita
- 7:  Australia
- 4:  Iran
- 4:  Tagikistan
- 4:  Kuwait
- 3:  Thailandia
- 3:  Giordania
- 3:  Cina
- 3:  Iraq
- 3:  Turkmenistan
- 3:  Emirati Arabi Uniti
- 2:  Kirghizistan
- 2:  Siria
- 2:  Qatar
- 2:  Bahrein
- 1:  Birmania
- 1:  Taipei cinese
- 1:  Uzbekistan
- 1:  Malaysia
- 1:  Libano
- 1:  Oman

#### OFC
- 17:  Nuova Zelanda
- 1:  Papua Nuova Guinea
- 1:  Nuova Caledonia

### Classifica generale per confederazione
Qui di seguito viene riportata la classifica totale delle confederazioni calcistiche che hanno vinto il maggior numero di competizioni internazionali, scomparse o tuttora disputate, a livello confederale e/o FIFA:
- Club appartenenti alla UEFA: 295 titoli
- Club appartenenti alla CONMEBOL: 201 titoli
- Club appartenenti alla CAF: 167 titoli
- Club appartenenti all'AFC: 105 titoli
- Club appartenenti alla CONCACAF: 80 titoli
- Club appartenenti all'OFC: 19 titoli

## Dati aggiuntivi
- Dal 2021, anno di inaugurazione della UEFA Conference League, nessun club al mondo vanta il primato dell'aver vinto tutte le competizioni ufficiali per club maschili organizzate dalla propria confederazione di appartenenza. Fino a tale data, l'ultima squadra ad aver detenuto il record era stata la Juventus, dal 1999 al 2021, in virtù di sei trofei UEFA su sei conquistati,[64] e precedentemente dal 1985 al 1995, in virtù di cinque trofei su cinque (dal 1992 al 1995 in condivisione con l'Ajax).[65]
- Il San Paolo è il club vincitore del maggior numero di competizioni confederali e interconfederali diverse, 8 (Coppa del mondo per club FIFA, Coppa Intercontinentale, Coppa Libertadores, Copa Sudamericana, Coppa CONMEBOL, Recopa Sudamericana, Supercoppa Sudamericana, Coppa Master di Coppa CONMEBOL).
- Il Pachuca (vincitore della Coppa Sudamericana 2006) è l'unico club al mondo che ha vinto un torneo confederale organizzato in forma esclusiva da una confederazione alla quale non è affiliato (la CONMEBOL).[66][67]
- La squadra vincitrice del maggior numero di titoli ufficiali internazionali nel XX secolo è stata l'Independiente (15).[68]